# Gynoplistia habbemae
Gynoplistia habbemae là một loài ruồi trong họ Limoniidae. Chúng phân bố ở miền Australasia.